# Тоніно Гуерра
Анто́ніо «Тоні́но» Гуе́рра (італ. Antonio Tonino Guerra; нар. 16 березня 1920, Сантарканджело-ді-Романья, Італія — пом. 21 березня 2012, Сантарканджело-ді-Романья, Італія) італійський поет, письменник та сценарист, співпрацював з такими видатними режисерами, як Федеріко Фелліні, Мікеланджело Антоніоні, Андрій Тарковський, Франческо Розі, Тео Ангелопулос.

## Фільмографія
- 1956 — Люди і вовки / Uomini e lupi
- 1958 — Дорога довжиною рік / La strada lunga un anno
- 1958 — Жахливий Теодоро / Il terribile Teodoro
- 1959 — Шматочок неба / Un ettaro di cielo
- 1960 — Банда кокоток / Anonima cocottes
- 1960 — Пригода / L' Avventura
- 1961 — Ніч / La Notte
- 1961 — Вбивця / L'assassino
- 1962 — Затемнення / L'eclisse
- 1963 — Подвиги Геракла: Медуза Горгона / Perseo l'invincibile
- 1963 — Нудьга / La noia
- 1964 — Диваки / I maniaci
- 1964 — Антисекс / Controsesso
- 1964 — Жінка — це щось прекрасне / La donna è una cosa meravigliosa
- 1964 — Оголені години / Le ore nude
- 1964 — Червона пустеля / Il Deserto Rosso
- 1964 — Шлюб по-італійськи / Matrimonio all'italiana
- 1964 — Давид і Саул / Saul e David
- 1965 — Десята жертва / La decima vittima
- 1965 — Казанова '70 / Casanova '70
- 1965 — I grandi condottieri
- 1966 — Ішия, операція кохання / Ischia operazione amore
- 1966 — Феї / Le Fate
- 1966 — Фотозбільшення / Blow-up
- 1967 — Жила-була / C'era una volta…
- 1967 — Привиди по-італійськи / Questi fantasmi
- 1967 — Дике око / L'occhio selvaggio
- 1967 — Lo scatenato
- 1968 — Тиха місцина за містом / Un tranquillo posto di campagna
- 1968 — Так, синьйоре / Sissignore
- 1968 — Коханці / Amanti
- 1968 — Удар сонця / Colpo di sole
- 1969 — Запрошена / L'invitata
- 1969 — В пошуках Ґреґорі / In Search of Gregory
- 1970 — Люди проти / Uomini contro
- 1970 — Той, що підглядає / Giochi particolari
- 1970 — Забріске-пойнт / Zabriskie Point
- 1970 — Соняшники
- 1971 — Три із тисячі / Tre nel mille
- 1971 — Суперсвідок / La supertestimone
- 1972 — Справа Маттеї / Il caso Mattei
- 1972 — Порядок є порядок / Gli ordini sono ordini
- 1972 — Відкриття найбільшого підводного тунелю / Descubrimiento del mayor túnel submarino
- 1972 — Біле, червоне і… / Bianco rosso e…
- 1973 — Амаркорд / Amarcord
- 1973 — Дон Лучано / Lucky Luciano
- 1973 — Тіло для Франкенштейна / Flesh for Frankenstein
- 1974 — Розмовляйте з квітами / Dites-le avec des fleurs (Diselo con flores)
- 1975 — Ясновельможні трупи
- 1976 — Сорок градусів під простирадлом / 40 gradi all'ombra del lenzuolo
- 1978 — Любий Мікеле / Caro Michele
- 1978 — Метелик на плечі / Un papillon sur l'épaule
- 1978 — Христос зупинився в Еболі / Cristo si è fermato a Eboli
- 1979 — Letti selvaggi
- 1981 — Три брати / Tre fratelli
- 1981 — Таємниця Обервальда / Il mistero di Oberwald
- 1982 — Ідентифікація жінки / Identificazione di una donna
- 1982 — Час подорожі / Tempo di viaggio
- 1982 — Ніч Святого Лоренцо / La notte di San Lorenzo
- 1983 — І корабель пливе… / E la nave va
- 1983 — Ностальгія / Nostalghia
- 1984 — Хаос / Kaos
- 1984 — Подорож до Китіри / Taxidi sta Kythira
- 1984 — Кармен / Carmen
- 1984 — Генріх IV / Enrico IV
- 1984 — Андрій Тарковський / Andrei Tarkovsky
- 1985 — Джинджер і Фред / Ginger E Fred
- 1986 — Бджоляр / O melissokomos
- 1986 — Професія сценариста / Il mestiere dello sceneggiatore
- 1987 — Хроніка оголошеної смерті / Cronaca di una morte annunciata
- 1987 — Доброго ранку, Вавилоне / Good Morning, Babylon
- 1988 — Пейзаж у тумані / Topio stin omichli
- 1988 — Шурхіт крил горобця / Il frullo del passero
- 1989 — Забути Палермо / Dimenticare Palermo
- 1989 — Бурро / Burro
- 1990 — Світло світить у темряві / Il sole anche di notte

## Нереалізовані сценарії
- Притча про паперового змія